# Långelaggen
Långelaggen este o arie protejată (arie specială de conservare — SAC, sit de importanță comunitară — SCI) din Suedia întinsă pe o suprafață de 28,5 ha, integral pe uscat.

## Localizare
Centrul sitului Långelaggen este situat la coordonatele 57°23′14″N 13°38′00″E / 57.3872°N 13.6334°E.

## Înființare
Situl Långelaggen a fost declarat sit de importanță comunitară în aprilie 2004 pentru a proteja un număr necunoscut de specii din flora spontană și fauna sălbatică aflate în arealul zonei. Situl a fost protejat și ca arie specială de conservare în martie 2011.

## Biodiversitate
Situată în ecoregiunea boreală, aria protejată conține 5 habitate naturale: Taiga vestică, Mlaștini turboase de tranziție și turbării mișcătoare, Mlaștini împădurite, Mlaștini alcaline, Cursuri de apă de la nivel de câmpie la nivel montan, cu vegetație Ranunculion fluitantis și Callitricho-Batrachion.
La baza desemnării sitului se află un număr nedeclarat de specii protejate.